# Список астероїдів (74601—74700)
| Назва                          | Тимчасове позначення | Дата відкриття  | Місце відкриття           | Відкривач                    |
| ------------------------------ | -------------------- | --------------- | ------------------------- | ---------------------------- |
| (74601) 1999 RK3               | 1999 RK3             | 5 вересня 1999  | Обсерваторія Ондржейов    | Ленка Коткова                |
| (74602) 1999 RJ4               | 1999 RJ4             | 5 вересня 1999  | Каталінський огляд        | Каталінський огляд           |
| (74603) 1999 RL6               | 1999 RL6             | 3 вересня 1999  | Обсерваторія Кітт-Пік     | Spacewatch                   |
| (74604) 1999 RU11              | 1999 RU11            | 7 вересня 1999  | Сокорро (Нью-Мексико)     | LINEAR                       |
| (74605) 1999 RL12              | 1999 RL12            | 7 вересня 1999  | Сокорро (Нью-Мексико)     | LINEAR                       |
| (74606) 1999 RR12              | 1999 RR12            | 7 вересня 1999  | Сокорро (Нью-Мексико)     | LINEAR                       |
| (74607) 1999 RJ14              | 1999 RJ14            | 7 вересня 1999  | Сокорро (Нью-Мексико)     | LINEAR                       |
| (74608) 1999 RC17              | 1999 RC17            | 7 вересня 1999  | Сокорро (Нью-Мексико)     | LINEAR                       |
| (74609) 1999 RE17              | 1999 RE17            | 7 вересня 1999  | Сокорро (Нью-Мексико)     | LINEAR                       |
| (74610) 1999 RJ17              | 1999 RJ17            | 7 вересня 1999  | Сокорро (Нью-Мексико)     | LINEAR                       |
| (74611) 1999 RK17              | 1999 RK17            | 7 вересня 1999  | Сокорро (Нью-Мексико)     | LINEAR                       |
| (74612) 1999 RW17              | 1999 RW17            | 7 вересня 1999  | Сокорро (Нью-Мексико)     | LINEAR                       |
| (74613) 1999 RP19              | 1999 RP19            | 7 вересня 1999  | Сокорро (Нью-Мексико)     | LINEAR                       |
| (74614) 1999 RP21              | 1999 RP21            | 7 вересня 1999  | Сокорро (Нью-Мексико)     | LINEAR                       |
| (74615) 1999 RT21              | 1999 RT21            | 7 вересня 1999  | Сокорро (Нью-Мексико)     | LINEAR                       |
| (74616) 1999 RJ22              | 1999 RJ22            | 7 вересня 1999  | Сокорро (Нью-Мексико)     | LINEAR                       |
| (74617) 1999 RP23              | 1999 RP23            | 7 вересня 1999  | Сокорро (Нью-Мексико)     | LINEAR                       |
| (74618) 1999 RQ23              | 1999 RQ23            | 7 вересня 1999  | Сокорро (Нью-Мексико)     | LINEAR                       |
| (74619) 1999 RM25              | 1999 RM25            | 7 вересня 1999  | Сокорро (Нью-Мексико)     | LINEAR                       |
| (74620) 1999 RZ27              | 1999 RZ27            | 8 вересня 1999  | Обсерваторія Чрні Врх     | Герман Мікуж                 |
| (74621) 1999 RG28              | 1999 RG28            | 7 вересня 1999  | Станція Андерсон-Меса     | LONEOS                       |
| (74622) 1999 RF29              | 1999 RF29            | 8 вересня 1999  | Сокорро (Нью-Мексико)     | LINEAR                       |
| (74623) 1999 RX29              | 1999 RX29            | 8 вересня 1999  | Сокорро (Нью-Мексико)     | LINEAR                       |
| (74624) 1999 RS32              | 1999 RS32            | 10 вересня 1999 | Обсерваторія Амейя-де-Мар | Жауме Номен                  |
| 74625 Тайпроджект (Tieproject) | 1999 RR34            | 10 вересня 1999 | Кампо Катіно              | Джанлуко Масі, Франко Малліа |
| (74626) 1999 RW38              | 1999 RW38            | 12 вересня 1999 | Обсерваторія Ріді-Крик    | Джон Бротон                  |
| (74627) 1999 RP42              | 1999 RP42            | 14 вересня 1999 | Вішнянська обсерваторія   | Корадо Корлевіч              |
| (74628) 1999 RV42              | 1999 RV42            | 12 вересня 1999 | Обсерваторія Чрні Врх     | Обсерваторія Чрні Врх        |
| (74629) 1999 RB45              | 1999 RB45            | 11 вересня 1999 | Сен-Мішель-сюр-Мерт       | Л. Бернасконі                |
| (74630) 1999 RD46              | 1999 RD46            | 7 вересня 1999  | Сокорро (Нью-Мексико)     | LINEAR                       |
| (74631) 1999 RS46              | 1999 RS46            | 7 вересня 1999  | Сокорро (Нью-Мексико)     | LINEAR                       |
| (74632) 1999 RQ47              | 1999 RQ47            | 7 вересня 1999  | Сокорро (Нью-Мексико)     | LINEAR                       |
| (74633) 1999 RC48              | 1999 RC48            | 7 вересня 1999  | Сокорро (Нью-Мексико)     | LINEAR                       |
| (74634) 1999 RJ50              | 1999 RJ50            | 7 вересня 1999  | Сокорро (Нью-Мексико)     | LINEAR                       |
| (74635) 1999 RR51              | 1999 RR51            | 7 вересня 1999  | Сокорро (Нью-Мексико)     | LINEAR                       |
| (74636) 1999 RK52              | 1999 RK52            | 7 вересня 1999  | Сокорро (Нью-Мексико)     | LINEAR                       |
| (74637) 1999 RS56              | 1999 RS56            | 7 вересня 1999  | Сокорро (Нью-Мексико)     | LINEAR                       |
| (74638) 1999 RV57              | 1999 RV57            | 7 вересня 1999  | Сокорро (Нью-Мексико)     | LINEAR                       |
| (74639) 1999 RF59              | 1999 RF59            | 7 вересня 1999  | Сокорро (Нью-Мексико)     | LINEAR                       |
| (74640) 1999 RW59              | 1999 RW59            | 7 вересня 1999  | Сокорро (Нью-Мексико)     | LINEAR                       |
| (74641) 1999 RX60              | 1999 RX60            | 7 вересня 1999  | Сокорро (Нью-Мексико)     | LINEAR                       |
| (74642) 1999 RJ61              | 1999 RJ61            | 7 вересня 1999  | Сокорро (Нью-Мексико)     | LINEAR                       |
| (74643) 1999 RJ62              | 1999 RJ62            | 7 вересня 1999  | Сокорро (Нью-Мексико)     | LINEAR                       |
| (74644) 1999 RK63              | 1999 RK63            | 7 вересня 1999  | Сокорро (Нью-Мексико)     | LINEAR                       |
| (74645) 1999 RW67              | 1999 RW67            | 7 вересня 1999  | Сокорро (Нью-Мексико)     | LINEAR                       |
| (74646) 1999 RD70              | 1999 RD70            | 7 вересня 1999  | Сокорро (Нью-Мексико)     | LINEAR                       |
| (74647) 1999 RH71              | 1999 RH71            | 7 вересня 1999  | Сокорро (Нью-Мексико)     | LINEAR                       |
| (74648) 1999 RM72              | 1999 RM72            | 7 вересня 1999  | Сокорро (Нью-Мексико)     | LINEAR                       |
| (74649) 1999 RF73              | 1999 RF73            | 7 вересня 1999  | Сокорро (Нью-Мексико)     | LINEAR                       |
| (74650) 1999 RS79              | 1999 RS79            | 7 вересня 1999  | Сокорро (Нью-Мексико)     | LINEAR                       |
| (74651) 1999 RU82              | 1999 RU82            | 7 вересня 1999  | Сокорро (Нью-Мексико)     | LINEAR                       |
| (74652) 1999 RE85              | 1999 RE85            | 7 вересня 1999  | Сокорро (Нью-Мексико)     | LINEAR                       |
| (74653) 1999 RJ85              | 1999 RJ85            | 7 вересня 1999  | Сокорро (Нью-Мексико)     | LINEAR                       |
| (74654) 1999 RU85              | 1999 RU85            | 7 вересня 1999  | Сокорро (Нью-Мексико)     | LINEAR                       |
| (74655) 1999 RG87              | 1999 RG87            | 7 вересня 1999  | Сокорро (Нью-Мексико)     | LINEAR                       |
| (74656) 1999 RR87              | 1999 RR87            | 7 вересня 1999  | Сокорро (Нью-Мексико)     | LINEAR                       |
| (74657) 1999 RG88              | 1999 RG88            | 7 вересня 1999  | Сокорро (Нью-Мексико)     | LINEAR                       |
| (74658) 1999 RT89              | 1999 RT89            | 7 вересня 1999  | Сокорро (Нью-Мексико)     | LINEAR                       |
| (74659) 1999 RU89              | 1999 RU89            | 7 вересня 1999  | Сокорро (Нью-Мексико)     | LINEAR                       |
| (74660) 1999 RG90              | 1999 RG90            | 7 вересня 1999  | Сокорро (Нью-Мексико)     | LINEAR                       |
| (74661) 1999 RN90              | 1999 RN90            | 7 вересня 1999  | Сокорро (Нью-Мексико)     | LINEAR                       |
| (74662) 1999 RH93              | 1999 RH93            | 7 вересня 1999  | Сокорро (Нью-Мексико)     | LINEAR                       |
| (74663) 1999 RK93              | 1999 RK93            | 7 вересня 1999  | Сокорро (Нью-Мексико)     | LINEAR                       |
| (74664) 1999 RW93              | 1999 RW93            | 7 вересня 1999  | Сокорро (Нью-Мексико)     | LINEAR                       |
| (74665) 1999 RA94              | 1999 RA94            | 7 вересня 1999  | Сокорро (Нью-Мексико)     | LINEAR                       |
| (74666) 1999 RQ95              | 1999 RQ95            | 7 вересня 1999  | Сокорро (Нью-Мексико)     | LINEAR                       |
| (74667) 1999 RR95              | 1999 RR95            | 7 вересня 1999  | Сокорро (Нью-Мексико)     | LINEAR                       |
| (74668) 1999 RJ96              | 1999 RJ96            | 7 вересня 1999  | Сокорро (Нью-Мексико)     | LINEAR                       |
| (74669) 1999 RN96              | 1999 RN96            | 7 вересня 1999  | Сокорро (Нью-Мексико)     | LINEAR                       |
| (74670) 1999 RO100             | 1999 RO100           | 8 вересня 1999  | Сокорро (Нью-Мексико)     | LINEAR                       |
| (74671) 1999 RT104             | 1999 RT104           | 8 вересня 1999  | Сокорро (Нью-Мексико)     | LINEAR                       |
| (74672) 1999 RY104             | 1999 RY104           | 8 вересня 1999  | Сокорро (Нью-Мексико)     | LINEAR                       |
| (74673) 1999 RG105             | 1999 RG105           | 8 вересня 1999  | Сокорро (Нью-Мексико)     | LINEAR                       |
| (74674) 1999 RJ105             | 1999 RJ105           | 8 вересня 1999  | Сокорро (Нью-Мексико)     | LINEAR                       |
| (74675) 1999 RN109             | 1999 RN109           | 8 вересня 1999  | Сокорро (Нью-Мексико)     | LINEAR                       |
| (74676) 1999 RR110             | 1999 RR110           | 8 вересня 1999  | Сокорро (Нью-Мексико)     | LINEAR                       |
| (74677) 1999 RM111             | 1999 RM111           | 9 вересня 1999  | Сокорро (Нью-Мексико)     | LINEAR                       |
| (74678) 1999 RM112             | 1999 RM112           | 9 вересня 1999  | Сокорро (Нью-Мексико)     | LINEAR                       |
| (74679) 1999 RJ114             | 1999 RJ114           | 9 вересня 1999  | Сокорро (Нью-Мексико)     | LINEAR                       |
| (74680) 1999 RW115             | 1999 RW115           | 9 вересня 1999  | Сокорро (Нью-Мексико)     | LINEAR                       |
| (74681) 1999 RX115             | 1999 RX115           | 9 вересня 1999  | Сокорро (Нью-Мексико)     | LINEAR                       |
| (74682) 1999 RL117             | 1999 RL117           | 9 вересня 1999  | Сокорро (Нью-Мексико)     | LINEAR                       |
| (74683) 1999 RC122             | 1999 RC122           | 9 вересня 1999  | Сокорро (Нью-Мексико)     | LINEAR                       |
| (74684) 1999 RG123             | 1999 RG123           | 9 вересня 1999  | Сокорро (Нью-Мексико)     | LINEAR                       |
| (74685) 1999 RT123             | 1999 RT123           | 9 вересня 1999  | Сокорро (Нью-Мексико)     | LINEAR                       |
| (74686) 1999 RF125             | 1999 RF125           | 9 вересня 1999  | Сокорро (Нью-Мексико)     | LINEAR                       |
| (74687) 1999 RA126             | 1999 RA126           | 9 вересня 1999  | Сокорро (Нью-Мексико)     | LINEAR                       |
| (74688) 1999 RW128             | 1999 RW128           | 9 вересня 1999  | Сокорро (Нью-Мексико)     | LINEAR                       |
| (74689) 1999 RB130             | 1999 RB130           | 9 вересня 1999  | Сокорро (Нью-Мексико)     | LINEAR                       |
| (74690) 1999 RF130             | 1999 RF130           | 9 вересня 1999  | Сокорро (Нью-Мексико)     | LINEAR                       |
| (74691) 1999 RV132             | 1999 RV132           | 9 вересня 1999  | Сокорро (Нью-Мексико)     | LINEAR                       |
| (74692) 1999 RF134             | 1999 RF134           | 9 вересня 1999  | Сокорро (Нью-Мексико)     | LINEAR                       |
| (74693) 1999 RG136             | 1999 RG136           | 9 вересня 1999  | Сокорро (Нью-Мексико)     | LINEAR                       |
| (74694) 1999 RU136             | 1999 RU136           | 9 вересня 1999  | Сокорро (Нью-Мексико)     | LINEAR                       |
| (74695) 1999 RA139             | 1999 RA139           | 9 вересня 1999  | Сокорро (Нью-Мексико)     | LINEAR                       |
| (74696) 1999 RR141             | 1999 RR141           | 9 вересня 1999  | Сокорро (Нью-Мексико)     | LINEAR                       |
| (74697) 1999 RZ141             | 1999 RZ141           | 9 вересня 1999  | Сокорро (Нью-Мексико)     | LINEAR                       |
| (74698) 1999 RZ142             | 1999 RZ142           | 9 вересня 1999  | Сокорро (Нью-Мексико)     | LINEAR                       |
| (74699) 1999 RG144             | 1999 RG144           | 9 вересня 1999  | Сокорро (Нью-Мексико)     | LINEAR                       |
| (74700) 1999 RH145             | 1999 RH145           | 9 вересня 1999  | Сокорро (Нью-Мексико)     | LINEAR                       |